# BAMBOO BLADEの登場人物
BAMBOO BLADEの登場人物（バンブーブレードのとうじょうじんぶつ）では、原作：土塚理弘・作画：五十嵐あぐりの漫画作品『BAMBOO BLADE』の登場人物について解説する。『BAMBOO BLADE B』のみの登場人物については当該記事を参照のこと。
声優はアニメ・ドラマCDの配役。なお本記事においては特に記述のない限り「BB」＝原作版『BAMBOO BLADE』、「アニメ版」＝アニメ版『BAMBOO BLADE』、「BBB」＝『BAMBOO BLADE B』を指すものとする。
本作の登場人物の名字は、主に実在する剣道家からとられている。またBB第7巻までの主要登場人物の通称に関しては基本的に『BAMBOO BLADEファンブック』に準拠し、作中内の別称は脚注に記す。なお、本名が別途存在する沢宮エリナの通称については、本記事では「エリナ」で統一するものとする。

## 室江高校
石田 虎侍（いしだ とらじ）
声 - 小西克幸
『BAMBOO BLADE』における主人公。剣道部顧問。物語開始時点で25歳（バニ学編の後に26歳）。身長176cm。血液型A型。通称「コジロー」。大学卒業後、私立室江高校の非常勤講師に就職。担当科目は政治経済。なお担任のクラスは持っていない。
ちゃらんぽらんな性格で普段から適当さが見えるものの、生徒受けはよく、ミヤミヤの猫被りを見抜いていたり生徒の悩みにすぐ気づいたりと時折教師らしさものぞかせる。愛車のローンが家計を圧迫しているために貧乏で、生徒から昼食を分けて貰うこともあり、生徒の間では「ザンパンマン」という不名誉なあだ名まで付けられている。町戸高校との練習試合に勝つために剣道部の新人勧誘と強化に乗り出す。そして町戸高校との試合後に起きたレイミの母とのトラブルによって今年度限りでの解雇を通告され、全国大会出場に自らのクビを賭けざるを得なくなってしまう。最終的に通告は取り消されたが、自身と部員達の成長のため、自らの意志で年度末を以て室江高校を退職することを決める。
その後については作中では語られていないが、BB第14巻のあとがきにおいて土塚が別の高校に赴任していると語っている。TVに室江高が出演したことで問題のある女子剣道部を抱えた高校からオファーがあり、担任を受け持つと同時にその部の顧問を任された。
剣道は中学生の頃から始めており、高校生の頃は昇龍旗大会で石橋を打ち負かし優勝するほどの腕前であった。当時は剣道にも人生にも真っ直ぐ熱血に打ち込んでいたが、大学に入ったと同時に剣道を止めてからはちゃらんぽらんになってしまった。剣道の腕前も衰え、タマキとの初対戦では文字通り「瞬殺」されてしまう。しかし、タマキに触発されて再びかつての剣道に対する想いを取り戻し始める一方、部活強化の過程で己の指導者としての無力さや大人としての弱さを強く自覚し、それらを克服しつつある。
部顧問としては、基本的に運営はキリノ、技術指導はタマキに委ね、自身はユージの助言も得つつ要所要所でアドバイスをするという立場をとる。
実家は酒屋を経営していたが、数年前からコンビニエンスストアのフランチャイジーに鞍替えしている。本人は、コンビニには大学時代バイト中に強盗に遭ったためいい思い出が無く、あまり実家に帰りたいとは思っていない。
アニメ版での異同他
昇龍旗大会の後、外山らが起こしたトラブルの責任をとって学校から去り、部員達の前からも姿を消すが、最終的には室江高校に復職。（原作とは別の理由で）解雇通告も取り消された。
実家の住所は宅配伝票より神奈川県となっている。
千葉 紀梨乃（ちば きりの）
声 - 豊口めぐみ
2年3組。身長157cm。血液型O型。通称「キリノ」。髪型は金髪のポニーテールで、部活の時は長いリボンで髪を縛る。イメージカラーはイエロー。BB単行本第2巻および第8巻表紙。作画の五十嵐の公式サイト「アンチヒロイン通信」では「ヒロイン (?)」と紹介されている。
飛鈴中学校出身。受験で引退した3年生に代わって部長に就任する。ストーリー開始時点では他の2年生（サヤ含む）が幽霊部員と化していたため、事実上唯一の部員だった。お気楽な性格でノリも軽く、しばしば言動や思考がコジローとシンクロする。いつもニコニコしており、部員たちのムードメーカー。その性格から交友関係も広く、学外の友達も多い。部員に対しては面倒見のよいお姉さん的存在で、自分の試合中も皆のことを気にかけていることが多いが、実戦ではそれが集中力の欠如という形でマイナス要因になっている。
成績は学年20位と優秀であるが、誤字をはじめ基本的にボケ倒していることが多い。しかしその一方、タマキや東を入部させるため機転を利かせたり、顧問のコジローに実績を残すよう促すなど部長としてしっかりとした一面も見せる。剣道は中学から続けており、部活を楽しんでいることから剣道が好きである様子がうかがえる。
家は惣菜屋で、両親の他、弟と妹が1人ずつおり、皆美形。家の惣菜はおいしいと評判のようであり、よく学校に持ってきて部活仲間と食べており、特にメンチカツの味は町戸高校の面々からも絶賛された。部屋には動物のぬいぐるみがたくさんあり、単行本のカットでは自分でぬいぐるみを作っているところも描かれている。また、日本茶が好きで、剣道場には急須や茶碗、専用の休憩用座布団などを置いている。
町戸高校・成明高校との練習試合・IH予選共に副将。
中学時代については「BAMBOO BLADE B#その他の登場人物」を参照のこと。
アニメ版での異同他
アニメ版のキャラクター人気投票では、タマキを抑えて第1位を獲得した。
川添 珠姫（かわぞえ たまき）
声 - 広橋涼
1年9組。身長149cm。血液型B型。通称「タマキ」。髪型はストレートのショート。イメージカラーはレッド。BB単行本第1巻・第6巻・第12巻・第14巻表紙。
剣道部のエースにしてマスコット的な存在。剣道場の1人娘で超高校生級の腕前だが、家業の手伝いといった認識であったため、当初は部に所属しておらず、コジローの勧誘も「興味がない」として拒んでいた。しかしある事件を契機に「悪から正義を守るため」剣道部へ入部する。
女子で1年生ながらスピード、技、相手の出方の見極めなど成年男子をも凌ぐ実力を持つが、突きが「悪者に止めを刺すかごとく」鋭く、また手加減ができない。父の三十郎はそれを「修羅が憑いている」と評し（本人はブレードブレイバーが憑いていると思っている）試合での使用は高校生になってからで、さらに男・年上・経験者（以上の条件全て揃った者）以外への使用を禁じられている。また、上段の構えを使う相手と戦うと、上段の構えが得意だった亡き母・椿の面影が浮かんでしまい、動揺したり戦意を失ってしまうという弱点を抱えている。そのためコジローは、タマキがサヤに上段を教える事で、この弱点の克服を試みている。
素直でいわゆるいい娘だが、基本的に世間知らず。趣味（後述）の話題以外では非常に口数が少なく、物静かで感情の起伏も少ないため、あまり表情が変わらない。本人もにぎやかな仲間達の言葉に面白い反応を返せない自分に若干のコンプレックスを抱いている。しかし部活の仲間たちとの交流やアルバイトの経験などから表情も少しずつ豊かになってきている。またそれらの経験による精神的な成長が、結果的に剣道の腕の更なる上達にも繋がっている。
バニ学収録中にエリナ相手に人生初の「同年代の女の子に敗北」を喫し、自分の剣道を見つめなおした。母・椿のTVインタビューにおける将来の娘（＝珠姫）に向けた言葉と、室江校のメンバー全員がそれぞれの剣道を持ちながら「タマちゃんのようになりたい」という共通の意思を持っていたことに涙し、以後、学校の教師か剣道の道場主かなどは定まってはいないものの、末野や榊のように頂点を目指すのではなく、「コジロー先生のような先生になりたい」という、剣道の楽しさを後進に伝えていくという目標を掲げて剣道に打ち込む決意を固めた。
特撮やアニメ鑑賞が趣味で、一度語り始めると普段の寡黙が一転して饒舌となり簡単には止められない。お気に入りの作品は幼少の頃見ていた『超剣戦隊ブレードブレイバー』で、彼女の持つ人一倍強い正義感や突きの鋭さはその影響を受けている。
料理のレパートリーがみそ汁とサンドイッチしかないため、家での食事はレトルトなど、出来合いのものが中心となっている。また、学校に持っていく弁当はいわゆる日の丸弁当。剣道部の皆で昼食を取るようになってからはサンドイッチを持っていくようにもなった。その後も扉絵や単行本のおまけ漫画では他の料理も練習している模様も描かれる。好き嫌いはない。尊敬するアニメ監督は宮里孝太郎。
町戸高校との練習試合では先鋒兼大将、成明高校戦およびIH予選、鎌崎高校戦では大将。
アニメ版での異同他
より小さく見せるため、身長は145cmと原作より低く設定された。
尊敬するアニメ監督は谷口悟朗となっている（「アニメ版オリジナル」の項を参照）。
同じ『ヤングガンガン』掲載作品である『天体戦士サンレッド』のアニメ版第24話に、自転車に乗った後ろ姿が登場している（声は無し）。
宮崎 都（みやざき みやこ）
声 - 桑島法子
1年。身長165cm。血液型AB型。通称「ミヤミヤ」。髪型はウェーブのかかったロングで、部活の時は頭の上でおだんごにする。イメージカラーはピンク（裏カラーはブラック）。BB単行本第3巻及び第9巻表紙。
ダンの彼女で、彼に誘われる形で入部した。ダンとは不釣り合いな美少女だが、中学時代は札付きの問題児で現在も裏では素行不良気味で当初は学校で喫煙もしていた。ダンとは相思相愛で、彼の前では一変して「お嬢様」を演じる。また、自転車に2人乗りで通学することもある。
入部当初は剣道の経験も興味も全く無かったが、部活の練習でSに目覚め、鋭い振りで竹刀をガンガン打ち込むスタイルを取る。初心者とあって実戦では無駄打ちが多いが、負けず嫌いで向上心が強く、ユージからは思い切りの良さを、三十郎からは振りの速さと力強さを認められている。
剣道部への入部を迷っていた東を見事スカウティングし、パシリとして使おうと試みるも結局姉貴分として面倒を見ている。また、タマキの面倒も見ており、面倒見の良いところを見せている。
学業成績は著しくないが、剣道部に入部して以降は、ダンやキリノ、ユージといった優等生が周囲にいることもあってか、多少は良くなっている様子。
両親は離婚しており、現在は母と姉の3人家族。母親は仕事で帰りが遅く、作中には姉しか登場していない。料理が出来るが、これは極端に料理下手な姉に殺されないために必然的に身についたもの。
中学時代のあるきっかけからレイミにストーカー行為をされるようになり、以来レイミの姿を見ると挙動不審になってしまい、試合では実力が発揮出来なくなってしまう。部活後には「ファンシーショップ ムームーハウス」でアルバイトをしていたが、これもレイミが原因で辞めることとなってしまった。
町戸高校・成明高校・鎌崎高校との練習試合・IH予選いずれも次鋒。
アニメ版での異同他
喫煙に関する描写がカットされ、サヤとの衝突から和解までは別のエピソードに差し替えられている。またダンを自転車に乗せるときはサイドカー風の側車付き自転車に乗る（側車にダンが乗る）。
アニメ版では、キャリーに2連敗を喫したことにより剣道への情熱を失いかけるが、東の叱責と支援で立ち直り雪辱を果たす。
桑原 鞘子（くわはら さやこ）
声 - 小島幸子
2年5組。身長170cm。血液型A型。通称「サヤ」。髪型は赤色のややはねっ毛のあるストレートのロングで、部活の時は頭の上で適当に縛る。瞳は青色。イメージカラーはブルー。BB単行本第4巻及び第10巻表紙。
キリノとは小学校からの幼馴染みでいいコンビ。剣道を始めたのは高校に入ってからだが、入学当時は剣道部に入るつもりは皆無で、中学校時代から続けていたソフトボール部かテニス部かで迷っていたが、キリノの勘違いから剣道部に入部することとなる。
些細なことで落ち込む癖があり、部活を辞めてはすぐに戻るということを繰り返しており、登校拒否の癖もついていた。1年生が入部し、剣道部が目標を持って動き始めてからは部活にも休まず出るようになる。
キリノやユージからは、長身で力もあることから伸びる素質を見出されており、コジローからもそれを活かせる上段を勧められている。強気に攻めるタイプだが、相手が向かってこないと苛立つ欠点がある。また、「のんびり楽しくやりながら強くなりたい」と発言するなど、鍛錬に対してやや甘く見ている嫌いがある。とはいえ全般的に運動神経は良く、中学のソフトボールでは1年からレギュラーで5番サードを任されていた。試合は粘った末に時間切れに持ち込まれることが多い。
ミヤミヤや鎌崎高校の生徒の喫煙を発見したときも臆せず（内心は怖がっていたが）注意するなど、非常に真っ直ぐな性格だが、感情の起伏が激しく思い込みも強い。そのため、気合を入れすぎて突っ走った挙句に失敗をしては失意のどん底に落ち、そして即座に立ち直る。落ち込んだ自分を奮い立たせるために、「私はできる子だ! 私は天才!」と自己暗示をかけながら自転車で爆走する癖がある。
家族は両親の他、中学生の弟（「かずひこ」という名前）、兄（独立しており別居中）。本当に自分が打ち込めることを見つけるため色々なものに手を出しているが、しっくりくるものがないらしい。唯一、小説の執筆は続いており様々なジャンルを書いているが、納得のいくものは書けない様子。その他ジミ・ヘンドリックスの「Purple Haze」に触発されギターも始めている。学業は文系は勉強しなくても点が取れるが、理数系、特に数学は1番勉強しても成績は芳しくない。
メインキャラクターであるにもかかわらず本編で彼女がメインとなる話がほとんどなく、試合の描写も簡単に済まされることが多いため、単行本のあとがき等では出番がないことをたびたびネタにされている。
好きな芸能人はダイゴ。
町戸高校・成明高校・鎌崎高校との練習試合・IH予選いずれも中堅。なお、東入部後の室江剣道部女子の陣形はサヤが考案したものである。
東 聡莉（あずま さとり）
声 - 佐藤利奈
1年3組。身長154cm。血液型O型。通称はファンブックによれば「東」だが、作中では一定しない。BB単行本第5巻および第11巻表紙。
左目の泣きボクロと伊達眼鏡が特徴。髪型はストレートのロングで、側面には犬の耳のように跳ねている部分がある。普段は両脇で2本束ねており（バリエーションが数種ある）、部活の時は下ろす。若干釣り目。瞳は緑色。イメージカラーはグリーン。
鳥越中学校時代の剣道での活躍がキリノの耳に止まり、待望の剣道部女子5人目として白羽の矢が立つ。だが大学進学を目標にしている反面学業成績が極端に悪く、当初は勉強に専念する事を理由に断っていた。しかしキリノとサヤの執拗な勧誘で成明高校との合同練習に加わり、ミヤミヤの巧みな話術により「説得」され入部となる。入部の経緯から、ミヤミヤによくパシリ扱いされている。
剣道は曾祖父に誘われて始めたもので、本人も剣道はとても好き。タマキも認めるほどの腕を持ち、室江剣道部女子ではナンバー2の実力者。引き技を得意とするが、「熱血バニッシュ学園」の収録でタマキと再戦した際は、積極的に攻める動きで隙の無いタマキを崩す事を試みている。
普段は極度のドジっ娘で、成績の悪さもそこに起因している。非常に真面目で素直な性格をしているが、それゆえに単純で乗せられやすい。面倒見も良く、中学時代は剣道部長を務めていた。
視力は左右とも2.5あり、伊達眼鏡は「少しでもかしこさが増すかもしれない」という理由でかけている。練習や試合の際は裸眼である。
家族は両親と曾祖父、兄（大学1年生）がいる。
好きな芸能人は、ロダンの宇治原。
成明高校・鎌崎高校との練習試合およびIH予選では先鋒。
中田 勇次（なかた ゆうじ）
声 - 阪口大助
1年1組。身長168cm。血液型A型。通称「ユージ」。小学校の頃から川添道場に通っていた。タマキとは剣道を始める前からの幼馴染みで、一緒にブレードブレイバーごっこをしていたこともあるという。
中学時代は県大会でベスト8に入る実力者で、剣道部の中で唯一タマキの練習相手を務めることができる。洞察力にも富み、ダンやミヤミヤの素質・持ち味や東の剣道への未練、IH予選の対東城高校戦でのタマキの不調を看破した。成績は学年4位で、さらに真面目で爽やか、熱血漢な一面も見せる。
しかしコジローが男子部員をほとんど相手にしないため影が薄く、剣道でも実力の次元が違うタマキ、成績も自分より上（さらに美人の彼女持ち）のダンが傍にいるため、自分が大してすごいとは思えなくなっているらしい。常識人ゆえに、部員や顧問がかますボケへのツッコミも絶えない。ダン曰く「解説役」。
他の部員の素質やコンディションについて、コジローから助言を求められる事がしばしばある。コジローがタマキを剣道部に入部させ、町戸高との練習試合に勝とうとした理由を知る唯一の部員でもある。
好みの女性のタイプは年上の人で、タマキのことは女の子としては意識していないらしい。
鎌崎高校との練習試合では三将。
栄花 段十朗（えいが だんじゅうろう）
声 - 石田彰
1年1組。血液型B型。通称「ダン」。ユージのクラスメート。
中学生時代に部長を務めていたこともある卓球部への入部を希望していたが、室江高校に卓球部が存在しなかったため、キリノとコジローの勧誘に乗ってユージと共に剣道部に入部。同時に彼女であるミヤミヤにも入部を促した。
のんびりした口調で話すマイペースな性格だが、テキパキ行動する一面も見せる。ミヤミヤにセンザンコウに似ていると言われている。当初は不真面目で怠惰な性格が目立ったが、話が進むにつれそのような面はあまり見られなくなくなり、ユージのような熱血漢な性格になりつつある。
ユージやコジローによれば持久力は無いものの剣道の素質があり、ユージ以上に強くなる可能性があるといわれている。学業でも学年2位の成績を持ち、絵も上手い。ただ字は汚いらしく、防具の発注時に名字を間違われ垂に「栄光」と書かれた。方向音痴でもある。家族構成は両親と双子の妹の4人家族。
ミヤミヤの裏の性格をしっかり理解している節があり、彼女を気遣ってさり気なくフォローしたり、時には厳しく諭すなど、男らしい言動をすることも多い。自分の剣道の実力についても客観的に見ている。
初登場時は身長がユージと同じくらいの八頭身で描かれていたが、以降半分近くまでデフォルメされ、最終的にはタマキよりも低くなっている。そのため設定で他の主要人物の身長が数値化されている中、彼のみ「臨機応変」となっている。
鎌崎高校との練習試合では五将。
アニメ版での異同他
最終話において剣道部の部長となる。
身長は最初からデフォルメ後のものに設定されている。
外山 晶（とやま あきら）
声 - 伊丸岡篤
2年1組。当初は部内で1番の実力者だった。不良の上にサディストで、相手が激痛に苦しむ姿を見たいがゆえに新入部員（女子含む）も容赦せずカーボン竹刀で打ち据えるなど、作法を無視した汚い手も平気で使って戦う。ほとんどの1、2年生をイジメで追い出し、その評判の悪さのために男子が入りたがらず、剣道部を部員不足にした原因となっている。しかし剣道が嫌いというわけではないらしい。
己の腕に自惚れていたが、タマキの義憤を買い、高校生になったことで解禁されたタマキの突きを受け完敗。結果としてタマキの入部のきっかけになった。その後は本編はもとより単行本のあとがきやおまけ漫画でもほとんど出番が無いため存在感も無くなり、岩佐とともに部長のキリノにも忘れられかけている。なお剣道の実力はタマキによればユージよりも劣るとのこと。
フルネームは作中では登場せず、下の名前はアニメ版第24話のクレジットおよびファンブック『祝』にて登場。
アニメ版での異同他
乱闘事件を起こし剣道部にあわや活動停止処分という危機を招いてしまうが、岩佐と共に自ら退部したことで剣道部は処分を免れている。その際ダンと対戦し、抜き胴を食らい一本を取られ、自分は剣道には向いていないと悟る。退部後はとりごや高校とサッカーをしている場面が見られる。
岩佐 勝（いわさ まさる）
声 - 石上裕一
2年。いつも外山とつるんでいて彼共々剣道部の幽霊部員であるが、剣道は嫌いではなく、むしろ好きらしい。他の剣道部員が居ない時には、密かに道場に入って素振りをしていることもある。その時に、武道場のネームプレートに自分と外山の名前が無いのを見てショックを受けているらしい。
不良をやっているのがバカらしいので更生して教師になろうかと悩んでいる模様。
本編では、外山と共に出番が無くなってはいるが、BB単行本のあとがきやおまけ漫画には何度か登場している。
外山同様、フルネームは作中では登場せず、下の名前はアニメ版第24話のクレジットおよびファンブック『祝』にて登場。
アニメ版での異同他
退部後、外山と同じくサッカーをする場面が見られている。
吉河（よしかわ）先生
声 - 佐々木日菜子
コジローの同僚教師。24歳、独身。担当教科は国語。3D格闘ゲームが得意。何度かコジローと職員室で会話しているシーンが見られ、BB単行本第6巻の裏表紙にも登場している。
アニメ版での異同他
1年3組の副担任となっている。このため、東の剣道部入部関連のエピソードを中心に出番が増えている。
最終話では石橋と結婚。コジローの退職後剣道部顧問に就任したが、産休のためコジローに後を任せた。
校長先生
声 - 長克巳
本名不詳。温厚な人物だが、理事長の命令には逆らえない。
理事長夫妻を通じたレイミの母の圧力によって、コジローに今年度限りで解雇することを通告した。
教頭先生
声 - 河本邦弘
本名不詳。BB第1話で校舎の3階から足を滑らせて落下するが、タマキによって箒で打ち返され一命を取り留めた。また町戸高との練習試合の際、珠姫が変装するための老眼鏡を貸した。
島（しま）先生
1年3組（東のクラス）の担任。
東を剣道部に勧誘しようとするコジローに、彼女の学業成績の悪さを伝え、断念するよう求めた。
アニメ版での異同他
出張中であり、代わりに吉河先生が東の素性についてコジローに教えることになる。
屈強女子
声 - こじまかずこ
キリノとサヤに東と間違えられた、般若のような顔立ちの超肉体的少女。髪型はツインテール。
キャラクター名はアニメ版のクレジット表記から。アニメ版最終話のハンバーガー屋のトレイの上の紙にも姿が確認できる。

## 町戸高校
原田 小夏（はらだ こなつ）
声 - 真堂圭
3年。剣道部副部長。実力は部内No.2。髪型はキリノよりも短く留めたポニーテール。眼鏡着用。横尾とはクラスメイト。
真面目で礼儀正しく、一癖も二癖もある練習試合メンバーの中では1番の常識人。個性豊かなチームメートにいつもハラハラさせられている。ただし、自作のクッキーにニンニクやマムシエキスなどを混ぜるなどやり過ぎる面もある。
剣道については特に秀でた物があるわけではないが、練習熱心で経験も長く、二段の段位も保有している。室江高校との練習試合では先鋒。
通りすがりの東に自転車を修理してもらったことがあり、以来彼女を「同じメガネをかける者として」見習うべき存在として見るようになった。ただし、東の苗字の読みを「あずま」ではなく「ひがし」と勘違いしている。
浅川 明美（あさかわ あけみ）
声 - 近藤彩希
2年。髪型はセミロング。原田からは“明美ちゃん”と呼ばれている。ネイルアートに詳しい。
剣道の素質はあるが、部活動よりも恋愛（彼氏）を優先してしまうため、練習を抜け出すことがある。また、彼氏（合コンで知り合った大学生）との関係が試合のコンディションにも非常に大きく影響する。彼氏と上手くいっている時は本来の実力を発揮できるが、喧嘩をしたときは完全に無気力状態となり力を全く発揮できない。足捌きが得意らしい。
室江高校との練習試合では次鋒。
西山 佳恋（にしやま かれん）
声 - 森夏姫
3年。髪型はショート。原田からは“西ちゃん”と呼ばれている。
実力自体は部内No.1で、無表情で寡黙といった雰囲気を漂わせ、容姿も貫禄に溢れているが、実はプレッシャーに異様なほど弱いヘタレキャラ。怖くなると逃げる癖があるので大会にもほとんど出ていない。
人の良さとプレッシャーの弱さから自分からは初対面の人を打突できないので、相手に追い詰められて初めて攻めることができる。室江高校との練習試合では中堅。
作画の五十嵐は彼女を名実共に大将のつもりでデザインしたため、原作の土塚が設定した性格を知るまでは貫禄を漂わせて描いていた。
安藤 優梨（あんどう ゆうり）
声 - おみむらまゆこ
2年。後ろ髪を右側にまとめてサイドテールにしている。浅川からは“ユーリちゃん”と呼ばれている。
一見穏やかで、2年生女子部員の中ではナンバー1の腕前（次期主将候補）を持つ 実力者だが、非常に腹黒い性格で、試合ではよく反則ギリギリの汚い手段をとり、試合に勝つよりも相手を翻弄することを重視する。剣道部に入った一番の理由も「顧問があしらいやすい」から。
いつも「ブラック世渡りマニュアル」「ブラック報復マニュアル」などの怪しげな本を読んでいる。朝には弱いらしい。また、アニメ版では目を開けたまま眠っている描写もある。室江高校との練習試合では副将。
キャラ造形に際し、五十嵐が何となく腹黒い娘をイメージしてデザインした所、土塚も腹黒い子に設定していたという経緯がある。
BB本編で出番がない間も単行本のおまけ漫画でよく登場しており、『増刊ヤングガンガン』に掲載されたスピンオフ4コマ漫画「アンドーブレード」では遂に自分の名が作品タイトルに冠されるに至った。2年生のはずだが3年生の原田や横尾と一緒に授業を受けている場面がある。
アニメ版での異同他
3年生の卒業後、剣道部長に就任した。
インターネット上（アニメ版の公式ホームページ）で行われた人気投票では、メインヒロイン5人のうちサヤ、ミヤミヤ、東を抑えて第3位を獲得した。
横尾 摩耶（よこお まや）
声 - 矢澤喜代美
3年。髪型は肩までかからない程度の髪に三白眼。原田と西山からは“横たん”、浅川からは“大将”と呼ばれている。原田とはクラスメイトでもある
豪放かつ快活な性格で、男勝りの気勢と破壊力を誇るゆえ、試合で対戦相手をしばしば泣かせてしまっているらしい。かなりの大食い。脱走癖のある浅川の捕獲役でもある。室江高校との練習試合では大将。
室江高校との練習試合でタマキと勝負したが、タマキの実力の前に、文字通り「瞬殺」されてしまった。
単行本のおまけ漫画や「アンドーブレード」では安藤のボケに何時も振り回されて常にツッコミが絶えない。

## 成明高校
鈴城以下の女子剣道部員の名前はアニメ版で登場したもの。
林 忠明（はやし ただあき）
声 - 小川真司
剣道部顧問。教士七段の実力者。前年度まで有名無実だった剣道部の強化のために顧問に招かれ、厳しい指導方針で部員に恐れられている。
幼少の頃はひ弱ないじめられっ子で、それを見かねた父親に無理やりやらされる形で剣道を始めた。当初はそんな父親に反発していたが、剣道の道具一式の値段を知ったことで「高い道具を無駄にしない」という動機から一転して剣道に打ち込むようになった。
退部者が絶えないことから自身の方針に疑問を持ち始めていたが、室江高との練習試合で自己を再確認する。
エピローグでは妃龍旗大会の審判を務めた。
小川 芽衣（おがわ めい）
声 - 名塚佳織
1年。身長152cm。通称「メイ」。気弱で小柄な少女。
友人との付き合いで剣道部に入部したが、厳しい練習に付いて行けず当初は退部を決意していた。しかし、室江高との練習試合でタマキと出会い触発され、思いとどまる。練習試合では次鋒。
ごはんはあまり食べられないが、ケーキならいくらでも食べられる。料理も好きで、料理部に入ろうと考えたこともあった。
小田島 礼美（おだじま れいみ）
声 - 中原麻衣
1年。身長158cm。通称「レイミ」。写真部。ミヤミヤとは中学の同級生であり、恋愛絡みで何やら因縁がある素振りを見せていたが、実際にはただのミヤミヤのストーカーで、部屋に写真を飾ったり等身大パネルを作ったりなど相当惚れ込んでいる。ミヤミヤを追いかけるきっかけは、中学時代に、生徒会長松木を巡っての一件による。
不良の男友達が複数おり、ユージをミヤミヤの彼氏と誤認したときは、彼らを使ってユージを襲わせようとした。
ミヤミヤの可愛さと格好よさを世間に知らしめるべく、おかめテレビの人気番組『熱血バニッシュ学園』に彼女の写真を投稿。これが桃竜学院や六文女子高校などを巻き込むことになる。
アニメ版での異同他
第25話で、これまで彼女が蒐集したミヤミヤの試合のビデオや写真が、図らずもミヤミヤと東がキャリー対策を練るのに一役買う事となる。
ノゾミ
声 - こじまかずこ
1年。フルネームは不明。
メイの友人で剣道部に所属しており、退部をほのめかしていたメイを止めようとしていた。しかし、室江高校との練習試合の当日、逆に自らが退部する。
鈴城
声 - 阪田佳代
女子剣道部員。室江高校との練習試合では大将。
川口
声 - 藤葉愛香
女子剣道部員。室江高校との練習試合では副将。
野村
声 - 中村知子
女子剣道部員。室江高校との練習試合では中堅。
高橋
声 - 浅倉杏美
女子剣道部員。室江高校との練習試合では先鋒。

## 東城高校
小西（こにし）
声 - 浅川悠
剣道部主将。身長169cm。糸目が特徴で、本性を現すと目が見開く。
個人戦での優勝経験があり、すりあげ技が得意と自負している。しかし、裏で相手に妨害工作を仕掛けて相手を不利にしてから、試合で相手をいたぶることを快楽としており、「相手が試合前に怪我をした」「（対戦相手の）靴に画鋲が入っていた」「防具が傷つけられたり隠されたりした」など、何かと黒い噂が絶えなかった。
剣道は幼少期に親の離婚が原因で自分を抑えられなくなった性格を直すため、祖母が剣道教室に通わせたのがきっかけ。しかし、今度は強くなるほどに周囲からの期待やプレッシャーが重く圧し掛かるようになり、勝つためには手段を選ばない卑劣な行動をとるようになってしまった。
3人組の女子のファンがおり、彼女達を妨害工作に利用しているが、小西自身が直接妨害工作を指示しているわけではない。
IH予選の試合前、アクシデントに見せかけてタマキの足を捻挫させるが、激昂したタマキの突き（ユージ曰く「アトミックファイヤーブレード」）を喰らい、精神的ダメージを受けて決勝戦を棄権。タマキへの恐怖から、勝つためではなく自分を保つため強くなることを決心する。
アニメ版での異同他
鳳凰旗大会に登場し、3人組を叱っている描写がある。髪型はショートカットになっている。
青木（あおき）
声 - 水沢史絵
女子剣道部員。IH予選では先鋒。足捌きが上手く、滑らかな動きから攻撃に転じる動作を密かに必殺技「朧蜜蜂（おぼろみつばち）」と命名している。
IH予選の室江高校との大将戦の結果、両校が勝利数・本数とも同点となり、さらに大将の小西が棄権したことから代表戦に出場。やはり棄権したタマキに代わって出場したキリノを下した。
寺地（てらじ）
女子剣道部員。IH予選では次鋒。
佐藤（さとう）
声 - 岡嶋妙
女子剣道部員。IH予選では中堅。
井口（いぐち）
声 - 牧口真幸
女子剣道部員。IH予選では副将。

## 鎌崎高校
岩堀 猛（いわほり たけし）
剣道部部長（男子）。内村の甥。BB単行本第9巻カラー扉。
以前は剣道に熱心に打ち込んでおり、中学時代にリンに敗れてから打倒リンを目標に練習に励んでいた。しかしそのリンがウラに敗れたことで剣道への情熱が冷めてしまう。その後は惰性で剣道を続けており、素行不良に陥っていた。しかし室江高校との練習試合でタマキに完膚無きまでに敗れたのを機にかつての情熱を取り戻し、部の衰退の責任を取って退部する一方で、内村のいる小沢剣友会に復帰する。室江高校との練習試合では大将。
アニメ版での異同他
最終話にて、近本とともに鳳凰旗大会の会場に登場している。
近本 成海（ちかもと なるみ）
剣道部副部長（女子）。BB単行本第9巻カラー扉。
不真面目な鎌崎高剣道部の中にあって素行は真面目な方。中学時代の大会で自分を破った相手を下した東を意識しており、剣道の実力も東と互角に渡り合えるほど。室江高校との練習試合では先鋒。岩堀の退部後部長を務める。
アニメ版での異同他
最終話で岩堀同様、鳳凰旗大会の会場に登場している。
高野（たかの）
女子剣道部員。室江高校との練習試合では次鋒。
間田（はざまだ）
男子剣道部員。室江高校との練習試合では五将。
長島（ながしま）
女子剣道部員。室江高校との練習試合では中堅。
杉山（すぎやま）
男子剣道部員。室江高校との練習試合では三将。
衛藤（えとう）
女子剣道部員。室江高校との練習試合では副将。

## “剣道小町”と“女子五剣聖”
“剣道小町”とは（本作の時間軸上の）2年前、おかめテレビの企画で、全国の中高生の女子剣道部員の中から選出された9人。斎村香久耶と名前の出ていない残り3名はBBBに登場予定としている。“女子五剣聖”とは“剣道小町”に対抗してオシシTVが企画した5人。華やかさを兼ね備えた“剣道小町”とは違い、純粋に強い女子剣士から選抜されている。
榊 心（さかき うら）
“剣道小町”九州地方代表。桃竜学院高等部2年。通称「ウラ」。髪型は腰まで届くストレートのロング。試合時には紙縒り状の物で髪を縛る。BB単行本第7巻表紙及び第10巻カラー扉。
中学時代には、剣道の全国大会において個人戦・団体戦両方で優勝し日本一となり、高等部進学後にもインターハイや玉竜旗大会に出場するほどの実力を持つ。しかし、BB本編より1年前の玉竜旗大会で初日より15人抜きの快挙を果たすも、三日目の4回戦で呆気なく2本連取され敗退。大会後に剣道部を退部する。
剣道を辞めた理由は、本人曰く「男」。この「男」とはイケメン俳優・滝川純也のことであり、彼が主役を演じた特撮番組『ブラックデュラン』の作中で言った台詞を、自分に「剣を捨ててくれ」というメッセージと解釈し、その気持ちに答えるためというもの。父親に剣道用具一式を燃やすよう求めるなどその決意は強固なものだったが、滝川と松本春香の2ショットをスクープした新聞記事に激怒し、松本を制裁すべく上京、室江高校に向かう。しかしそこで、かつて自ら実力者と認めたエリナと再会し対戦を挑まれ、延長戦にまで持ち込まれる激闘の中で本来の自分を取り戻す。
その剣道は、相手の動きや状況に合わせて柔軟に変化するもので、「スタイルが存在しない」（寺本）故に「難剣」（コジロー）とされる。
寡黙で無表情な外見に反してパラノイアなところが有り、エリナとの対戦まで、滝川とは運命の糸でつながっていると思い込み、滝川のいかなる行動も自分に向けてのメッセージと信じて疑わなかった。自室には滝川のポスターやブロマイドがビッシリと貼られており、対エリナ戦では試合が進むに連れてこれらが剥がれ落ちる演出が成された。
タマキら室江高校勢とは修学旅行で上京した際にすれ違っており、この時、落ちた看板の下敷きになりかけたダンを木刀の一閃で救っている。
なお、原作者・土塚理弘の別作品『清村くんと杉小路くんろ』第14ねこに名前のみながら登場。『ブラックデュラン』の続編を希望する投書を送っている。
アニメ版での異同他
アニメ版は第18話（BB原作第55 - 57話に相当）の後オリジナルストーリーとなっており、ウラがBB原作に登場するのは第58話からのため、直接ストーリーには絡んでいない。ただし最終話にて、鳳凰旗大会にやって来たタマキと出会う様子や、リンと会話する光景が描かれている。
石塚 塔子（いしづか とうこ）
“剣道小町”東北地方代表。岩手県の六文女子高校3年。剣道部部長。通称「トーコ」。髪型はショートボブに近い。BB単行本第12巻カラー扉。
ケンカはめっぽう強く、素手でもプロレス技を繰り出して成人男性を叩きのめすほど。学内でもその逞しさは有名で、教師からも恐れられている。性格自体は明るくさばさばしている。『熱血バニッシュ学園』の要請には、ウラと対戦できるならと即諾。収録当日、異様な雰囲気を漂わせながら室江高校に現れたウラと真っ先に対峙するが、後に続いたミルカ共々撃破されてしまう（この騒動のため、ミルカ、末野共々武道館でのタマキ対エリナ戦は見ていない）。その後、場所を移して行われたエリナ対ウラ戦に立ち会うことになる。
その性格に反して、打ち込むよりも構えからの返し技を得手としており、ウラに敗戦してからそのスタイルをメインに矯正した。それ以前の互角稽古でもタマと互角以上の実力を発揮している凄腕である。
中村 みるか（なかむら みるか）
“剣道小町”北海道代表。北狐大学1年。通称「ミルカ」。髪型はウェーブのかかったロング。高校2年時はストレート。BB単行本第12巻カラー扉。
高校2年の時、あこがれの先輩男子を剣道の試合に招待するも、つい気合いを入れすぎて「オルリァキェーン！ドキャラッコエーム！」といった裂帛の叫びにドン引きされてしまう。そのトラウマから高校を卒業したら剣道を辞めることを誓い、大学進学後は一切竹刀を握っていなかった。大学の友人にも敬語で話すなど非常に礼儀正しい性格。
かつてウラと対戦している。『熱血バニッシュ学園』から剣道小町再集結の要請があった際に「ウラも出るのか」と訪ね返すほど再戦に積極的だったが、当初は人生初の合コンをとった。しかし、合コン相手のメークイン大学工学部のあまりのレベルにショックを受け、『バニ学』出演を決意する。
山田 梅子（やまだ うめこ）
「『熱血バニッシュ学園』関係者」の「沢宮エリナ」の項を参照のこと。
鈴木 凛（すずき りん）
“剣道小町”関東地方代表。元秀玉中学校の剣道部員。現在は高校2年生。関東で最強と言われる。
中学時代、小沢剣友会での試合で岩堀に勝利したが、その後ウラに敗れた経験を持つ。『熱血バニッシュ学園』の出演要請に対してはウラには敵わないとして辞退の返答を送った。原作では名前のみの登場だが、アニメ版と同一人物であることが、ファンブックの原作者対談によって明らかになっている。
斎村 香久耶（さいむら かぐや）
“剣道小町”九州地方もう一人の代表。現在は中学3年生。BBBの健太のいとこに当たる。高校受験を控えているため、『熱血バニッシュ学園』への出演は見送られた。”第二のウラ”と称されることもある。BBでは名前のみ登場。
詳細は「BAMBOO BLADE B」の「笹森家とその血縁者」の項を参照のこと。
末野 将子（すえの しょうこ）
“女子五剣聖”の一人。 九州・国条高校の剣道部員。短髪で、女子としては筋肉質な体格と、無表情ながらも周囲を威圧する雰囲気を持つ。BB単行本第12巻カラー扉。
中学時代は当時のウラ、山田に次ぐ実力者で、高校に進んでからも前年のIHでは個人・団体ともに優勝を果たしているなどトップクラスの実力を維持している。
強力な握力の持ち主で、半ば挑発を込めて握手を求めたトーコの手を強く握り返し悲鳴を上げさせたほど。
かつてウラと対戦して敗れており、リベンジの機会を狙って『熱血バニッシュ学園』のオファーを受けた。室江高校でウラの起こした騒動に失望して一旦は収録から去ろうとするが思い止まり、トーコ、ミルカ共々エリナ対ウラ戦に立ち会う。その後、発熱をして不調にもかかわらず圧倒的な実力で玉竜旗団体戦優勝をもぎ取り、ストイックに修身しさらなる実力をつけていることが描写されている。

## メインキャラクターの血縁者・関係者
石橋 賢三郎（いしばし けんざぶろう）
声 - 稲田徹
町戸高校の教師で剣道部顧問。鎌崎高校剣道部にも顧問代理として週に2回ほど訪れている。
コジローの高校時代の先輩。昇龍旗大会でコジローに敗れたことを今でも根に持っている。コジローと違い、今でも腕を鍛え続けている。上段の使い手だが、学生時代には二刀流に手を出したこともある。
担当教科は不明。剣道に没頭する余り、授業を勝手に自習にすることがある。
父親と兄は寿司職人であり、高級寿司店の板前を務めていたが、優秀な後輩に店を譲っている。
アニメ版での異同他
最終話で吉河と結婚した（原作ではBB単行本第12巻時点で吉河との接点はない）。
コジローの父
声 - 小杉十郎太
フルネームは不明。かつては酒屋を経営していたが、コジローが実家を離れた後にコンビニエンスストアに店を改装した。
客の入りは以前よりも良くなったものの、忙しくなった割には本部に支払うロイヤリティーなどの要因で収入はさほど増えていないことを、帰省したコジローにこぼしたこともある。
コジローの母
声 - 潘恵子
フルネームは不明。コジローが社会人になった今でもそれなりに心配しているらしいが、テレビ番組に影響されやすく、紹介された食物を大量に送りつけてくる。苦しい家計を補うため、家族の食事を廃棄品で賄うこともある。息子に食べさせる弁当の代金もきっちり取るしっかり者である。
川添 三十郎（かわぞえ さんじゅうろう）
声 - 長克巳
タマキの父親。48歳。剣道場を開いており、タマキにも幼少の頃から剣道を教えていた。
厳格な性格だが、かなりの心配性で親馬鹿。和歌山県出身で、実家からは梅干しが送られてくる。漬物作りが趣味だが、出来た物はあまり美味しくない。機械音痴でもある。ダンと誕生日が同じである。
アニメ版での異同他
親馬鹿ぶりがかなり強化されている。タマキとその幼馴染であるユージの仲を疑っており（タマキとユージは既に付き合っているのではと勝手に思い込んでいる）、剣道部の合宿にまで潜入するほど。
川添 椿（かわぞえ つばき）
タマキの母親。 タマキが知る中で剣道が1番強いという実力者だったが、20代の若さで亡くなっている。作中では外伝「タマキと母の波紋」（単行本第7巻収録）を除くと回想のみでしか登場しない。BB単行本第12巻表紙。
剣道の実力は三十郎以上で、上段の使い手でもあった。
九州出身で、旧姓「山崎」。ウラの父は高校時代の剣道部での先輩にあたり、彼はいつか椿に思いを伝えるために剣道の稽古を積んでいた。
BB単行本第12巻でタマキと表紙を飾っている。
キリノの母
声 - 平野夏那子
フルネームは不明。惣菜屋を切り盛りしている。
ジョニーズ（アイドルグループ）の熱狂的ファンであり、多忙の中コンサートに出向き、その結果、キリノがIH予選を控えた数日前に過労で入院する羽目になった。美人。
キリノの弟
フルネームは不明だが、サヤは「たっくん」と呼んでいる。IH予選の応援に来た際、キリノに母の退院を報告した。単行本のおまけカットでTシャツに”めざせジョニーズ”と書かれていた。美少年。
キリノの妹
フルネームは不明。後ろで髪を2本束ねている。いぬ派。美少女。
キリノの父
フルネームは不明。BB単行本第6巻186ページに、ビールを片手にほんの1コマだけ登場。
ミヤミヤの姉
声 - 森夏姫
フルネームは不明。料理が壊滅的に下手。
サヤの母
声 - 片浦寛子
フルネームは不明。桑原家ではサヤ以上に早とちり。
サヤの弟
声 - 矢澤喜代美
桑原家の例に洩れず早とちり。サヤに「かずひこ」と呼ばれているが、漢字表記は不明。
サヤの父
フルネームは不明。BB単行本第2巻115ページに登場。勤続20年無欠勤を誇りとしていたが、サヤがタバコ（ミヤミヤから禁煙の証として渡されたもの）を持っていたことを喫煙と勘違いした妻からの電話で初欠勤した。

## 川添道場門下生
坂口（さかぐち）
声 - 長嶝高士
フルネームは不明。剣道具店を経営しており、本人も有段者。同門のタマキには実力差も有り頭が上がらない。
本編以前に室江高校剣道部のコーチを買って出たことがあり、そのときはドラマの熱血教師ばりのしごきを加えて爽やかな笑顔で去っていったという。
豆大福が大好物。
内村（うちむら）
フルネームは不明。小沢剣友会 に通う警察官。子供の頃に川添道場にも通っており、今でも時々道場に顔を出す。川添椿とも面識があり、彼女との出会いで「変わった」と振り返っている。
性格はいわゆる熱血漢であり、どことなくユージにも似た性格と雰囲気を持つ。鎌崎高校のOBでもあり、岩堀は内村の甥にあたる。
鎌崎高校との練習試合を控えたコジローの稽古相手を務め、勘を取り戻しつつあるコジローをなお圧倒した。その過程でコジローは「子供の強さ」と「大人の強さ」の差異に気づく。
アニメ版での異同他
第21話冒頭の殺陣シーンにワンカットのみ登場（台詞なし）。最終話に名前のみが登場している。

## 『熱血バニッシュ学園』関係者
沢宮 エリナ（さわみや エリナ）
タレント。『熱血バニッシュ学園』のレギュラー。通称「エリナ」。BB単行本第11巻カラー扉および第13巻表紙。
『バニ学』では当初端役的な位置だったが、テレビコマーシャルで急速に人気を得た事に加え、同番組のコーナー「スポ魂少女応援団」でリョーコと並ぶポジションを獲得した。中高生のファッションリーダー的存在でもある。
テレビでは能天気なキャラクターを演じているが、何かを決めた時には凛とした表情を見せる。亀崎から『バニ学』の剣道企画の背後にある動きや”剣道小町”たちの参戦を聞かされ、あえて挑戦する決意を固める。
スポーツはほぼ万能（乗馬までこなす）だが剣道だけは苦手と公言している。しかし『バニ学』の収録でのタマキとの試合稽古で、剣道経験者であることをタマキに看破され、封じていた「本気」を出す。
実は“剣道小町”関西地方代表だった山田梅子その人である。小学生時代、通学路にあった剣道道場からの声に興味を引かれ、道場主の薦めもあって剣道を始めた。その素質の良さもあって、蔦山中学校に進学後は関西では指折りの実力者となり、全国大会で試合には負けたがウラから大会唯一の一本を取るまでになった。だが、その実力に対する上級生の嫉妬や父親の死、さらにはウラの出現が重なって挫折、高校進学を機に剣道を止めていた。『バニ学』の収録では自分を偽っていることに罪悪感を持っていたが、試合稽古で右田を破り、東とも激しい打ち合いを演じたタマキに触発され落涙。それでもタマキとの対戦では初心者を演じていたが、彼女の心情を見抜いたタマキから仕切り直しを申し入れられたことで、「沢宮エリナ」としてではなく「山田梅子」としてタマキ、そして遅れて到着したウラに相対する。ウラが剣道を捨てた経緯は中学の剣道部顧問から聞いており、急遽組まれたウラとの対戦では、それへの憤りをぶつけることとなる。
その実力はウラも認めており、末野をして「第二の天才」と言わしめるほどで、BB原作においてタマキに初めて黒星をつけた人物となった。エリナが仕切り直し後の蹲踞から立ち上がった瞬間、タマキは今までの対戦相手からは感じたことのない重圧を受けており、それまで見せたことのない必死の形相で応戦するが、自身の隠し技である突きで試合を決められてしまった。連戦となる対ウラ戦では、当初は優勢に試合を進めていたが、ウラが本来の自分を取り戻すと一転苦戦を強いられた。だが、父親の遺した「剣道を楽しめ」という言葉に立ち返ったことでウラを圧する気迫を放ち、最後は相討ち同然の打合いでウラの面を捉えた。試合後、全てを出し切ったエリナは、ウラと握手を交わそうとして、互いにその場に昏倒する。
初登場自体は古く、BB第57話でCMに出ているところをタマキと三十郎が話題にしている。名前のみながらBBB第1話や『清村くんと杉小路くんろ』第23ねこにも登場しており、世界観を共有する3作品をつなぐ存在でもある。
大江 浩三（おおえ こうぞう）
『熱血バニッシュ学園』のプロデューサー。フリーのベテランテレビプロデューサーで、今のテレビ界の現状に疑問を抱き、引退を考えていた。『バニ学』の剣道少女企画には当初は躊躇していたが、投稿されてきたタマキとウラの写真を見てGOサインを出すと共に、この企画を自身の最後の仕事とすると決意した。
かつては剣道少年だったが、高校時代にレギュラーから外されたことに腐って退部した過去があり、その事実への後悔を糧として放送業界での現在の地位を掴んだと『バニ学』の企画会議で告白している。収録では、タマキと東の対戦に、放送業界を取り巻く現状とそこで生きてきた自分の人生を重ね合わせて落涙。構成台本にないエリナとウラの対戦にもGOサインを出し、その熱戦を前に「まだ達観している場合じゃない」と思いを新たにする。
フルネームはファンブック祝が初出。

戸田 涼子（とだ りょうこ）
タレント。『熱血バニッシュ学園』のレギュラー。通称「リョーコ」。BB単行本第11巻カラー扉。
（作中の時間軸で）1年前に放送されたテレビドラマ『清村さんと杉小路さん』で注目を浴び、その後エリナとのコンビで人気を博した。
単なる驕慢さを通り越して選民主義的なところがあり、「自分は完璧な人間である」と思い込み、人気よりも「自分がどう見られているか」を常に気にしている。そのため、当初は彼女の引き立て役と見ていたエリナに『バニ学』で差をつけられたことで、エリナを憎悪している。ミヤミヤ以上に裏表の激しい性格で、表ではエリナへの嫌悪感を出す事は無い。しかしその一方、努力して自らを高めようとする者は分野に関わらず尊敬する一面もあり、『バニ学』の剣道企画を通じてエリナをライバルとして認めることとなった。
小学校入学前から中学1年生まで剣道を習っており、エリナが「剣道には興味が無い」と発言した事を受けて、黒岩を通じて『バニ学』に剣道企画を通させ、エリナを潰そうと目論む。しかし収録当日は前の仕事が押してしまい、撮影現場に着いた時にはエリナ対ウラの試合が始まっており、事前に得た情報とは異なるエリナの達人レベルの動きに戦慄、やがて魅了されてしまう。
亀崎 明広（かめざき あきひろ）
辞職した前任者に代わるエリナの代理マネージャー（後に正式にマネージャーとなる）。29歳。物事に対して入れ込み過ぎる嫌いがあり、そのせいで大学時代に付き合っていた女性に逃げられた過去を持つ。現在もその性格は変わっておらず、しばしば黒岩に釘を刺されたり、テレビ局のスタッフにあしらわれる事がある。
『熱血バニッシュ学園』の剣道企画については、事前にリョーコ側の策謀を知っていた事もあり当初は反対するが、エリナの決意を目の当たりにして了承する。エリナの剣道の実力については知らされておらず、ウラとの試合でエリナが諸手突きからの面を放って一本を取った時には、驚愕の余りに腰を抜かして倒れ込んでいる。
牛松・F・正乃助のファンであり、彼にサインをせがんでいる。
フルネームはファンブック祝が初出。
松本 春香（まつもと はるか）
おかめTVのアナウンサーで『熱血バニッシュ学園』のアシスタント。美人アナとして人気があり、コジローやユージもファンである。滝川純也とのスキャンダルによってウラの標的とされてしまう。
黒岩 大悟（くろいわ だいご）
リョーコのマネージャー。一見エリート風の風貌だが、感情を爆発させたリョーコのサンドバッグ役を務めるほどの屈強な肉体の持ち主。格闘技の心得もあるらしく、殴りかかってきたリョーコを合気道のような技でねじ伏せたこともある。
亀崎とは大学時代からの友人で、時として亀崎の言動を制する発言をする事がある。
フルネームはファンブック祝が初出。
右田 ハルオ（みぎた ハルオ）
『熱血バニッシュ学園』のMCを務めるお笑いコンビ「バーニングダッシュ」のメンバー。
剣道の有段者であり、中学時代には県大会個人戦決勝進出の実績を持つ。経験者としての立場から『バニ学』の収録でタマキと東の実力が全国クラスにあると見立て、またスポーツ万能なエリナが剣道に限って見せる動きの悪さに疑問を抱く。

## その他の登場人物
ノブちゃん
声 - 北沢力
フルネームは不明。コジローの知人で、コジローに金を貸すこともある。その取り立ては容姿に似合わず割と容赦がないため、友人間では「死神のノブ」と恐れられているらしい。
外見がダンに似たデフォルメ体型だが、血縁関係はない。
美斎津 夢々（みさいづ むむ）
声 - 大原さやか
元OLで、脱サラしてファンシーショップ「ムームーハウス」を経営している女性。ミヤミヤの親戚にあたるという。
フルネームはファンブック祝が初出。
可愛いグッズを扱っている店には不向きな非常に恐ろしい顔をしているため、普段は接客をアルバイトに任せている。また、呪いには敏感に反応する。
レイミの母
声 - くじら
フルネームは不明。アニメ版では「レイミママ」という表記でクレジットされている。
室江高の理事長の妻と仲が良く、コジローを室江高校退職の危機に追いやる原因を作った人物。しかし、バニ学に出演したコジローを見た時には彼の存在をすっかり忘れ去っていたようで、放映されたインタビューを聞いて「彼のような先生が本当の教育者である」と絶賛し、一緒に視聴していた理事長の妻もその発言を聞いていたこともあり退職の必要はなくなった。
容姿は「カバデブ」とも表すべきずんぐりむっくりの体型にタラコクチビルと、娘とは似ても似つかない。また、その性格はとても厚かましい、いわゆるオバタリアン
アニメ最終回では室戸高校付近から引っ越してコジローが危機を回避し、引っ越した先で石橋が次の標的になっている描写がある。
松木（まつき）
フルネームは不明。ミヤミヤとレイミの中学時代の同級生で、サッカー部のキャプテンで生徒会長。レイミは彼が好きで告白したが、松木はミヤミヤが好きだったために断った。その後、ミヤミヤによって“丁重にお断り”された。レイミがミヤミヤのストーカーとなる直接の原因を作った人物である。
宮里 孝太郎（みやざと こうたろう）
タマキが敬愛するアニメーション監督。タマキによれば来年公開予定の劇場アニメを最後に現場を退き、若手の育成に専念するという。外見は宮崎駿に似ている。
寺本（てらもと）
フルネームは不明。桃竜学院の教員で剣道部顧問。かつては努力が実力に直結すると信じ、それが叶わないと知っても天才の存在を否定していた。しかしウラに出会いその才能にほれ込む。だがウラは剣道部を退部してしまい、桃竜学院の実績も停滞してしまった。そのためウラの復部を画策し、かつてマスコミによって選出された“剣道小町”の集結を目論み『熱血バニッシュ学園』の取材に応じるが、その結果ウラの異常な言動に振り回されることになる。
榊 健治（さかき けんじ）
ウラの父。フルネームの初出はファンブック祝。会社員だが、妻が旅行に出ることが多く、その時は自宅の留守を守っている。
ウラが剣を捨てたことを嘆き寺本に協力するが、そのためにウラに振り回された挙句、寺本ともども室江高校までやってくる。
高校時代は札付きの不良だったが、新入部員だった山崎椿に叩きのめされたのをきっかけに剣道に真摯に打ち込むようになった過去を持つ。ウラの剣道の最初の先生でもある。

ウラの母
フルネームは不明。いわゆる「教育ママ」的な風貌の持ち主。歌手の春風海夫の「追っかけ」で、彼のコンサートに合わせてしばしば旅に出ている。
滝川 純也（たきがわ じゅんや）
多くの女性ファンを持つイケメン俳優。通称「タキジュン」。特撮ヒーロー物のドラマ『ブラックデュラン』で主役を務めた。
（本人は知る由も無いが）ウラの行動を左右している存在で、松本春香とスキャンダルを報道され、ウラ復活の引き金を引く。
妖元大老師（ようげんだいろうし）
とある山奥に伽藍を構えて隠棲する霊能力者。女性。ウラの父の依頼で、ウラに取り付く魔物（とウラの父が思っている存在）を祓う儀式を執り行う。儀式そのものには失敗するものの、ウラの復活を予言する。
美夜（みよ）
妖元大老師の助手。大老師を「おばあ様」と呼ぶが血縁関係は不明。
牛松・F・正乃助（うしまつ えふ しょうのすけ）
作家。脚本、作詞、作曲もこなすマルチな才能を持ち、ドキュメンタリーの取材を受けるほどの人気を誇る。
バトルヒーローシリーズのライターも数作手がけているが、最新作である『ブラックデュラン』については制作サイドとの軋轢があったのか、外部の高評価とは反対に「駄作」と自評している。特に結末については相当な不満を持っており、おかめテレビで出会った亀崎に「幻のエピローグ」を語っている。
エリナの父
フルネームは不明。剣道の道に進むことを決めたエリナを後押しし、自身もピアノを始めるなど前向きな人物だったが、若くして他界した。彼の死がエリナに剣道を捨てさせる一因となっている。
ねこ
声 - 桑島法子
土塚理弘作品ではお馴染みのねこ。他の作品のねこと違い鼻が白い理由は「単なる塗り忘れ」から。アニメ版では薄ピンク色に塗られている。
連載開始からしばらくは土塚が描いたねこを貼り付けて使用していたが、BB第36話で五十嵐が1コマだけ自分で描いて読者の反応を待ったところ誰にも指摘されず、それ以降は五十嵐が描いている。BB第50話と第100話にはこれもお馴染みである「ブラックねこ」が登場した。さらに外伝「清村くんと杉小路くんとBAMBOO BLADEと空と海と大地と呪われし姫君」では土塚ねこと五十嵐ねこの共演が実現した。
アニメ版での異同他
ブラックねこは、アニメ版では第16話（原作第50話前後に相当）に登場している。また第25話には「25本に一回しか出てこない灰色ねこ」が登場した。そこそこレアらしい。
清村 緒乃（きよむら おの）
声 - 野島健児
「清村くんと杉小路くん」シリーズの主人公の一人。外伝「清村くんと杉小路くんとBAMBOO BLADEと空と海と大地と呪われし姫君』に登場。同作品では、清村、杉小路らとりごや高校サッカー部員は土塚理弘が作画を担当している。
「清村くんと杉小路くんろ」第28ねこにおいて、4人しか乗れない杉小路の自家用車に乗るためのメンバー選びに敗れ、徒歩で室江高校に向かうハメになり、途中で横尾ら町戸高校剣道部勢に変質者扱いされ、室江高に着いたら今度は試合開始を前に空腹を理由にサボりだしたゴールキーパーの工藤海矢の機嫌をとるべく買出しに行かされてしまう。
なお「清杉ろ」では第14ねこにタマキが登場している（タマキのみ五十嵐あぐりが作画を担当）。
アニメ版での異同他
原作に先立ち、第16話の本編および次回予告にて、杉小路と共に特別出演し、とりごや高校サッカー部と試合をしている。
杉小路 隆千穂（すぎのこうじ たかちほ）
声 - 野島裕史
清村と共に「清村くんと杉小路くん」シリーズの主人公の一人。「清村くんと杉小路くんとBAMBOO BLADEと空と海と大地と呪われし姫君」に登場。
アニメ版では清村と同じく第16話に特別出演。

## アニメ版オリジナル
鈴木 凛（すずき りん）
声 - 坂本真綾
秀玉高校の剣道部員。タマキ同様無類の特撮好きだが、『超剣戦隊ブレードブレイバー』のライバルキャラ「ダークシナイダー」以外はあまり興味が無い。『ブレードブレイバー』の撮影スタッフとも深い付き合いがあり、「お嬢」とスタッフからは呼ばれている。エキストラはもちろん、スーツアクターの代役までこなす芸達者。歌唱力もカラオケで「シナイダーのテーマ」を熱唱した際は高得点を叩きだすほど。
剣道の試合では上段の構えを使うことがあり、タマキとの初対戦では動揺したタマキから勝利を挙げている。アニメ版においてタマキから初めて勝利を奪った人物である。
ウラとは友人の関係にあり、最終回では鳳凰旗大会会場にて談笑する光景が描かれている。
BB原作における同姓同名の人物とは同一人物。ただし『清村くんと杉小路くんろ』第14ねこには名前のみながら登場し、シナイダーの再登場を希望する投書を送っている。
キャリー 西川（キャリー にしかわ）
声 - 小林沙苗
英進高校の剣道部員。アメリカ人とのハーフで、日本で暮らして8年が経過しているため日本語も堪能。
剣道具店で偶然ミヤミヤとダンに出会い、ダンに一目惚れして彼を賭けて室江高に殴りこんでくる。タマキが認めるほどの腕前を持ち、腕力もかなり強い。
幼い頃に見た時代劇の影響で、二刀流を会得する。二刀流は現在高校生の公式戦では禁止されているため、大会では一刀で戦うが、それでも実力者であることに変わりは無い。
外山 忍（とやま しのぶ）
声 - 斎藤千和
剣道部の新入部員で外山の妹。生意気な性格。剣道部より卓球、ラクロス、カバディ、セパタクローの方に入りたがっていた。「剣道は嫌い」と発言していたが、結局剣道部に入部した。
岩佐 誠（いわさ まこと）
声 - 藤田圭宣
剣道部の新入部員で岩佐の弟。兄と比べると温和な性格。忍と共に剣道部へ入部。
谷口 悟朗（たにぐち ごろう）
声 - 谷口悟朗〈本人〉
実在の人物。アニメ監督・脚本家。アニメ版第11話でタマキが尊敬するアニメクリエイターとして回想で登場（友情出演）。第11話Bパートのアイキャッチにも登場。
アニメ版のスタッフには谷口監督作品、特に同じAIC A.S.T.A制作の『ガン×ソード』に縁深いアニメーターが多い。谷口の出演は、本作のプロデューサーで、『ガン×ソード』でもアニメーションプロデューサーを務めた黄樹弐悠のアレンジによる。
なりた 洋（なりた ひろし）
声 - なりた洋（本人）
実在の人物。後楽園ゆうえんち（現・東京ドームシティアトラクションズ）のヒーローショーで司会を務めていた。通称「ヒロちゃん」。アニメ版第20話に特別出演。

## その他派生作品オリジナル
山瀬 百合子（やませ ゆりこ）
小説『合宿と呪いの竹刀』に登場。40年ほど前の剣道部のOGであり、現在は室江高校の近所で定食屋“お食事処・やませ”を経営している。
在学当時は“鬼百合”の異名で呼ばれ、1年生の頃から既に部内一の実力者だった。しかし、病に冒されたことで剣道を断念し、卒業後には料理の道へと進んで行った。
矢野（やの）
声 - 保村真
ドラマCD『白盤』に登場。タマキと同じクラスで、男子剣道部への入部を希望して部室を訪れる。中学時代から剣道を始め、大会での優勝経験も持つ実力者。
飛高（ひだか）
「清村くんと杉小路くんとBAMBOO BLADEと空と海と大地と呪われし姫君」に登場。東のクラスメイトで室江高校サッカー部員。東を「委員長」と呼んでいる。
桜井（さくらい）
「清村くんと杉小路くんとBAMBOO BLADEと空と海と大地と呪われし姫君」に登場。室江高校サッカー部員。中学時代は清村のマーカーだったが、清村に翻弄されて何も出来ず途中交代させられた苦い過去を持ち、とりごや高校との試合で自ら清村マークを申し出る。